# مدار ۶۰ درجه جنوبی
خطای عبارت: عملگر < دور از انتظار

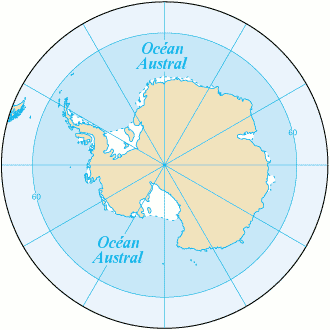
اقیانوس جنوبی در رنگ آبی تیره

مدار ۶۰ درجه جنوبی، دایره‌ای از عرض جغرافیایی است که در ۶۰ درجهٔ جنوبی خط استوا قرار دارد.

## گذر از مناطق
از نصف‌النهار مبدأ شروع می‌شود و به سمت مشرق ۶۰ درجه جنوبی از موارد زیر گذر می‌کند:
| مختصات‌ها                                            | کشور، قلمرو یا دریا                         | توضیحات |
| --------------------------------------------------- | ------------------------------------------- | --- |
| ۶۰°۰′ جنوبی ۰°۰′ شرقی / ۶۰٫۰۰۰°جنوبی ۰٫۰۰۰°شرقی     | اقیانوس اطلس / اقیانوس منجمد جنوبی boundary | |
| ۶۰°۰′ جنوبی ۲۰°۰′ شرقی / ۶۰٫۰۰۰°جنوبی ۲۰٫۰۰۰°شرقی   | اقیانوس هند / اقیانوس منجمد جنوبی boundary  | |
| ۶۰°۰′ جنوبی ۱۴۷°۰′ شرقی / ۶۰٫۰۰۰°جنوبی ۱۴۷٫۰۰۰°شرقی | اقیانوس آرام / اقیانوس منجمد جنوبی boundary | |
| ۶۰°۰′ جنوبی ۶۷°۱۶′ غربی / ۶۰٫۰۰۰°جنوبی ۶۷٫۲۶۷°غربی  | اقیانوس اطلس / اقیانوس منجمد جنوبی boundary | Passing through the گذرگاه دریک between آمریکای جنوبی and the شبه‌جزیره جنوبگانی and running close to the southern border of the دریای اسکوشیا |